# Aldo Campatelli
Aldo Campatelli   (Milà, 7 d'abril de 1919 - Milà, 3 de juny de 1984) fou un futbolista italià de la dècada de 1940.
Fou 7 cops internacional amb la selecció de futbol d'Itàlia amb la qual participa al Mundial de 1950. Pel que fa a clubs, destacà a Inter de Milà i Bologna FC 1909.
Trajectòria com a entrenador:
- 1954–1955 Vicenza Calcio
- 1955 Inter de Milà
- 1956–1957 Bologna FC 1909
- 1959–1960 Inter de Milà
- 1965–1966 Vicenza Calcio
- 1968–1969 Genoa CFC